# 王文澜
王文澜（1953年9月—），男，河北新乐人，生于北京，中国摄影家，中国日报社摄影部原主任，中国摄影家协会原副主席、顾问。

## 家庭
前妻倪萍。